# Leave in Silence
Leave in Silence ist ein Lied von Depeche Mode. Es erschien im August 1982 als Single und wurde später auf dem Album A Broken Frame veröffentlicht, auf dem es das erste Stück war.

## Entstehung
Der Synthpop-Song wurde von Martin Gore geschrieben und von der Band mit Daniel Miller, dem Gründer des Labels Mute Records, produziert. Er wurde mit diesem in den Blackwing Studios in London aufgenommen.

## Veröffentlichung und Rezeption
Leave in Silence erschien im August 1982. Der Song erreichte Platz 18 in Großbritannien. Auch in Deutschland konnte sich die Single auf Chartrang 58 platzieren wie auch in Schweden auf Platz 17. Die B-Seite war Excerpt From: My Secret Garden. Es existieren vier verschiedene Versionen von Leave in Silence, eine Singleversion, die Albumversion sowie die längere 12"-Version und darüber hinaus der kürzere Quieter Mix.

## Musikvideo
Regisseur des Musikvideos war wie bei den beiden Vorgängersingles Julien Temple. Das Video zeigt die Band an einem Fließband, bei dem sie auf verschiedene Gegenstände einschlägt. Zum Teil sind die Musiker mit rot-, gelb-, grün- und blaubemalten Körpern (jeder Musiker eine Farbe) zu sehen.